# Xylopia torrei
Xylopia torrei är en kirimojaväxtart som beskrevs av N. Robson. Xylopia torrei ingår i släktet Xylopia och familjen kirimojaväxter. Inga underarter finns listade i Catalogue of Life.